# Championnat de France d'échecs des clubs
Le championnat de France d'échecs des clubs (appelé aussi Interclubs) est une compétition par équipes organisée chaque saison par la Fédération française des échecs. Il comporte plusieurs divisions :
- le Top 16 comprenant seize équipes (ainsi nommée de 2004 à 2010 et depuis 2022 ; la première division s'appelait de 2011 à 2021 le Top 12 et jusqu'en 2003 la division Nationale 1) ;
- la Nationale I (deuxième division), constituée de 3 groupes de douze équipes (s'appelait jusqu'en 2004 la Nationale 2) ;
- la Nationale II (troisième division), composée de 6 groupes de douze équipes (s'appelait jusqu'en 2004 la deuxième division) ;
- la Nationale III, constituée de 16 groupes de dix équipes ;
- la Nationale IV, constituée de 54 groupes ;
- les divisions régionales et départementales, gérées par les ligues régionales.

Il existe aussi un championnat des clubs pour les juniors, appelé Top Jeunes.

## Règlement du Top 12
Les équipes, mixtes, composées d'au plus 16 membres, s'affrontent en matchs sur huit échiquiers. Les joueurs alignés par une équipe lors d'un match doivent comporter au moins une joueuse française et un joueur français. Les équipes doivent être constituées d'au moins cinq joueurs français ou résidant en France depuis un certain nombre d'années.
Tous les clubs affiliés à la fédération peuvent participer au championnat. Les clubs de Monaco et d'Andorre sont également autorisés à y participer et peuvent accéder aux divisions supérieures à la N2 à condition de ne pas participer à la plus haute division d'un autre championnat fédéral.

## Palmarès de la première division (Top 12 ou Top 16, anciennement Nationale 1)
| Année | Vainqueur            | Deuxième             | Troisième            | Quatrième            | Cinquième         |
| ----- | -------------------- | -------------------- | -------------------- | -------------------- | ----------------- |
| 1981  | Strasbourg           | Rouen                | Issy-Les-Moulineaux  | Lille                | Paris CMC         |
| 1982  | Strasbourg           | Paris FDR            | Issy-Les Moulineaux  | Lille                | Rouen             |
| 1983  | Strasbourg           | Paris CMC            | Paris FDR            | Montpellier          | Bordeaux          |
| 1984  | Strasbourg           | Montpellier          | Paris CMC            | Paris Caïssa         | Bordeaux          |
| 1985  | Clichy               | Strasbourg           | Paris CMC            | Paris Caïssa         | Metz              |
| 1986  | Paris Caïssa         | Clichy               | Paris CMC            | Strasbourg           | Cannes            |
| 1987  | Clichy               | Cannes               | Paris CMC            | Paris Caïssa         | Strasbourg        |
| 1988  | Clichy               | Strasbourg           | Meudon               | Paris CMC            | Cannes            |
| 1989  | Clichy               | Cannes               | Meudon               | Montpellier          | Strasbourg        |
| 1990  | Lyon-Oyonnax         | Cannes               | Clichy               | Auxerre              | Montpellier       |
| 1991  | Lyon-Oyonnax         | Clichy               | Cannes               | Auxerre              | Montpellier       |
| 1992  | Lyon-Oyonnax         | Clichy               | Auxerre              | Montpellier          | Strasbourg        |
| 1993  | Lyon-Oyonnax         | Clichy               | Belfort              | Strasbourg           | Auxerre           |
| 1994  | Lyon-Oyonnax         | Clichy               | Belfort              | Strasbourg           | Montpellier       |
| 1995  | Lyon-Oyonnax         | Clichy               | Cannes               | Montpellier          | Auxerre           |
| 1996  | Clichy               | Cannes               | Auxerre              | Montpellier          | Strasbourg        |
| 1997  | Clichy               | Auxerre              | Cannes               | Montpellier          | Gonfreville       |
| 1998  | Auxerre              | Montpellier          | Clichy               | Cannes               | Mulhouse          |
| 1999  | Clichy               | Monaco               | Mulhouse             | Auxerre              | Gonfreville       |
| 2000  | Clichy               | Montpellier          | Monaco               | Nancy                | Cannes            |
| 2001  | Monaco               | Cannes               | Clichy               | Montpellier          | Mulhouse          |
| 2002  | Monaco               | Cannes               | Nice                 | Clichy               | Paris NAO         |
| 2003  | Paris NAO            | Clichy               | Cannes               | Mulhouse             | Nice              |
| 2004  | Paris NAO            | Monaco               | Cannes               | Clichy               | Montpellier       |
| 2005  | Paris NAO            | Cannes               | Nice                 | Évry                 | Clichy            |
| 2006  | Paris NAO            | Monaco               | Clichy               | Évry                 | Bischwiller       |
| 2007  | Clichy               | Cannes               | Paris Chess XV       | Gonfreville          | Antibes           |
| 2008  | Clichy               | Cannes               | Montpellier          | Évry                 | Gonfreville       |
| 2009  | Évry                 | Clichy               | Châlons-en-Champagne | Montpellier          | Vandœuvre         |
| 2010  | Châlons-en-Champagne | Évry                 | Marseille-Échecs     | Metz                 | Clichy            |
| 2011  | Marseille-Échecs     | Clichy               | Évry                 | Mulhouse             | Metz              |
| 2012  | Clichy               | Châlons-en-Champagne | Évry                 | Marseille-Échecs     | Mulhouse          |
| 2013  | Clichy               | Châlons-en-Champagne | Bischwiller          | Évry                 | Mulhouse          |
| 2014  | Clichy               | Bischwiller          | Mulhouse             | Bois-Colombes        | Metz              |
| 2015  | Bischwiller          | Clichy               | Bois-Colombes        | Strasbourg           | Évry              |
| 2016  | Clichy               | Bischwiller          | Mulhouse             | Bois-Colombes        | Nice              |
| 2017  | Clichy               | Bischwiller          | Nice                 | Mulhouse             | Bois-Colombes     |
| 2018  | Bischwiller          | Clichy               | Bois-Colombes        | Grasse               | Nice              |
| 2019  | Bischwiller          | Asnières             | Mulhouse             | Metz                 | Clichy            |
| 2020  | (non disputé)        | (non disputé)        | (non disputé)        | (non disputé)        | (non disputé)     |
| 2021  | Bischwiller          | Asnières             | Clichy               | Châlons-en-Champagne | C'Chartres Échecs |
| 2022  | Bischwiller          | Asnières             | Clichy               | Châlons-en-Champagne | C'Chartres Échecs |
| 2023  | Asnières             | Bischwiller          | C'Chartres Échecs    | Grasse               | Clichy            |
| 2024  | C'Chartres Échecs    | Bischwiller          | Asnières             | Cannes               | Lyon              |
| 2025  | C'Chartres Échecs    | Asnières             | Aix-en-Provence      | Marseille-Échecs     | Mulhouse          |

Note : 
1. ↑  L'année 1981 correspond à la saison échiquéenne 1980-1981, ainsi de suite, jusqu'à l'année 2025 qui correspond à la saison 2024-2025.

## Multiples vainqueurs
15 titres
Clichy (en 1985, 1987, 1988, 1989, 1996, 1997, 1999, 2000, 2007, 2008, 2012, 2013, 2014, 2016 et 2017)
6 titres consécutifs
Lyon-Oyonnax (de 1990 à 1995)
5 titres dont 4 consécutifs
- Bischwiller (en 2015, 2018, 2019, 2021 et 2022).

4 titres consécutifs
- Strasbourg (de 1980-1981 à 1983-1984)
- Paris NAO (de 2003 à 2006)

2 titres
- Monaco (en 2001 et 2002)
- C'Chartres Échecs (en 2024 et 2025)

## Historique de 1980 à 2002 (division Nationale I)

### 1980-1981 à 1984: la suprématie strasbourgeoise
Le premier championnat de France par équipes eut lieu en 1980-1981, à l'initiative notamment du Cercle d'échecs de Strasbourg (CE Strasbourg). Il regroupait à ses débuts des équipes de l'est du pays et franciliennes.
Le club strasbourgeois remporta les 5 premières éditions du championnat (1980 à 1984), avec une équipe de forts amateurs, membres de l'équipe de France (les frères Roos) et fréquemment au contact des joueurs allemands, pays au niveau sensiblement plus élevé.

### 1985 à 1989: l'arrivée du professionnalisme, Clichy et Paris
Pour mieux défendre leurs chance et espérer remporter le titre face à l'ogre strasbourgeois, les autres clubs décident petit à petit de faire appel à des joueurs professionnels (étrangers pour la plupart, en raison du manque de professionnels français). Le club de Strasbourg, désireux de conserver son statut amateur, va ainsi perdre sa suprématie mais néanmoins conserver une bonne place dans l'élite française.
C'est ainsi qu'en 1985, le club de Clichy Échecs 92, avec Olivier Renet en tête de l'équipe, remporte son premier championnat de France, un an après avoir atteint l'élite.
L'année suivante, le titre échoit au club parisien de Caïssa, Clichy confirmant son statut en obtenant la seconde place.
Le club des Hauts-de-Seine remporte son second titre en 1987, avec une équipe renforcée par les arrivées de Boris Gulko et Bachar Kouatly (premier GMI français).
Désormais nouvelle tête d'affiche des échecs français, Clichy remporte 2 autres titres en 1988 et 1989, bénéficiant des arrivées et des éclosions de forts joueurs tels Manuel Apicella et l'anglais Michael Adams.
- 1985 : Clichy Échecs 92
- 1986 : Paris Caïssa
- 1987, 1988 et 1989 : Clichy Échecs 92

### 1990 à 1995: Lyon-Oyonnax
En 1989, l'Échiquier Lyonnais s'associe avec le club d'Oyonnax-Dortan Échecs pour présenter une équipe professionnelle dans l'élite du championnat. C'est ainsi que naît l'association Lyon-Oyonnax Échecs, qui va dominer les échecs français jusqu'au milieu des années 1990.
Disposant d'un important budget, Lyon-Oyonnax s'engage dans le professionnalisme à 100 %, recrutant de forts grands maîtres français et internationaux. C'est ainsi que des joueurs comme Bachar Kouatly, Boris Spassky, Ulf Andersson, Jaan Ehlvest, Valeri Salov, Ievgueni Bareïev, Iossif Dorfman, Mehrshad Sharif, Joël Lautier, Vladimir Kramnik, Viswanathan Anand, David Marciano etc., vont au cours de ces années défendre les couleurs du club lyonnais, remportant 6 fois le championnat de France (1990 à 1995), et également 3 coupes de France (1991, 1994, 1995) ainsi que la prestigieuse Coupe d'Europe des clubs en 1993 et 1994.
Néanmoins, pendant ces années fastes, l'association lyonnaise connait également des dissensions : certains membres reprochent le trop plein d'argent consacré à l'équipe professionnelle au détriment du développement du jeu dans la région, s'interrogent sur la place de la formation, critiquent le développement des primes de matches, etc. En 1994, la scission entre le club lyonnais et le club d'Oyonnax est effective, le premier conservant le nom LOE et la même année, le capitaine de l'équipe Kouatly quitte le club. En 1995, l'équipe professionnelle est supprimée, mettant fin à l'hégémonie lyonnaise sur le championnat de France.

### Règlement spécifique du Top 16 et de la Nationale I de 1994 à 2010
De 1994 à 2010, la première division française (appelée Nationale 1 de 1980-1981 à 2003) comprenait seize équipes. Elle prit le nom de Top 16 en 2004.
Le Top 16 correspond à la plus haute division du championnat de France. Son vainqueur est donc sacré champion de France des clubs.
Un club ne peut engager qu'une équipe en Top 16.
Les 16 équipes (de 1994 à 2010) étaient réparties dans un premier temps en 2 poules de 8 équipes dans lesquelles se disputent un tournoi toutes rondes (une équipe affronte toutes les autres équipes de son groupe). À l'issue de cette première phase, les 4 premières équipes de chaque groupe sont placées dans la poule haute, les 4 dernières dans la poule basse. Dans chaque poule, se rencontrent alors seulement les équipes n'ayant pas joué ensemble lors de la première phase.
À l'issue de la saison, l'équipe première de la poule haute est sacrée championne de France par équipes. Les 3 premières équipes sont également qualifiées pour la Coupe d'Europe des clubs. Les 4 dernières équipes de la poule basse sont reléguées en Nationale 1 (appelée auparavant Nationale II).
Lors d'un match, une équipe est composée de 8 joueurs dont une féminine. 5 joueurs au minimum doivent posséder la nationalité française et une équipe ne peut aligner plus de 3 mutés par match. Le Top 16 se disputait sur 3 week-ends.

### 1996 à 2000: Clichy et Auxerre
La fin de l'équipe professionnelle de Lyon en 1995-1996 profite à Clichy, vice-champion depuis 1992, qui remporte son 5e titre en 1996, ainsi que la coupe de France, avec une équipe composée principalement de joueurs français. La même année, Lyon-Oyonnax termine à la 15e place et est relégué.
Clichy remporte à nouveau le championnat 1997, confirmant sa nouvelle suprématie.
Mais en 1998, le titre est remporté par l'équipe d'Auxerre, composée de forts joueurs étrangers.
Cet événement n'est qu'une courte parenthèse, Clichy étant à nouveau sacré champion de France en 1999 et 2000. Le club remporte également la Coupe de France en 1996, 1998 et 2001.
- 1996 et 1997 : Clichy Échecs 92
- 1998 : Auxerre : L. Van Wely, J. Lautier, J. Bellon, E. Solojenkine, Pia Cramling, G. Miralles, M. Hebden, V. Ikonnikov, A. VaÏsser, J-P. Boudre, C. Cruz-Lopez
- 1999 : Clichy Échecs 92 : Lautier, Hebden, Degraeve, Apicella, Renet, Conquest, Relange, Nataf, Leconte, Lamoureux, Moingt, Tagnon,
- 2000 : Clichy Échecs 92 : Lautier, Hebden, Tregoubov, Apicella, Renet, Conquest, Nataf, Nepeina-Leconte, Pavlovic, Skripchenko-Lautier, Lamoureux, Verat

### 2001 et 2002: doublé monégasque
En 2001, le championnat de Nationale I est remporté par l'équipe du C.E.M.C. Monaco (deuxième en 1999 et troisième en 2000), qui récidive l'année suivante en terminant premier au départage devant Cannes, après un match nul entre les 2 équipes à la dernière ronde.
Les Monégasques doivent leurs succès à la présence de forts joueurs dans leur équipe comme Alexeï Chirov, Christian Bauer, Ulf Andersson ou Iossif Dorfman, David Marciano, accompagnés d' Anthony Kosten, Arkadi Rotstein, Gilles Mirallès, Igor Efimov, Roza Lallemand, Alexander Baburin et Jeroen Piket.

## Top 16 (de 2004 à 2010)

### 2003 à 2006: la période NAO
En 2001, la milliardaire Nahed Ojjeh apporte son soutien financier au club de Paris Caïssa, qui prend le nom de Paris NAO Chess Club. À l'image de Lyon-Oyonnax dans les années 1990, le club profite de son budget important pour attirer les meilleurs joueurs français et étrangers. C'est ainsi que Étienne Bacrot, Joël Lautier, Laurent Fressinet, mais également les stars internationales que sont Vladimir Kramnik, Michael Adams, Aleksandr Grichtchouk, Peter Svidler, Francisco Vallejo Pons, Teimour Radjabov ou Sergueï Kariakine vont défendre les couleurs parisiennes et offrir au club plusieurs titres :
- 4 titres de champion de France (2003 à 2006) ;
- 4 coupes de France (2002, 2003, 2004 et 2005) ;
- 2 coupes d'Europe des Clubs (2003 et 2004).

Compositions des équipes du NAO dans le championnat de France
- en 2003, 2004, 2005 et 2006 : Aleksandr Grichtchouk, Peter Svidler, Joël Lautier, Michael Adams, Laurent Fressinet, Francisco Vallejo Pons, Étienne Bacrot, Maxime Vachier-Lagrave, Igor-Alexandre Nataf, Peter Heine Nielsen, Arnaud Hauchard,

auxquels s'ajoutent différents joueurs suivant les années :
- en 2003, 2004 et 2005 : Vladimir Kramnik
- en 2003 et 2004 : Almira Skripchenko et Sébastien Mazé
- en 2004 et 2005 : Teimour Rədjəbov
- en 2005 et 2006 : Sergueï Kariakine
- en 2003 : Jose-Claude de Sousa, Jorge Lopez
- en 2005 : Caroline Cochet, Lucie Rigolot
- en 2006 : Silvia Collas, Jorge Lopez.

Les principaux autres clubs français que sont Clichy, Monaco et Cannes ne peuvent que s'incliner devant une telle armada et doivent se contenter des places d'honneur :
- Clichy termine deuxième en 2003, quatrième en 2004, cinquième en 2005 et deuxième en 2006 ;
- Monaco termine huitième en 2003, deuxième en 2004 et 2006 ;
- Cannes termine troisième en 2003 et 2004 et deuxième en 2005.

### 2007 et 2008: Clichy

#### Saison 2007: neuvième titre clichois
Deux nouvelles importantes tombent durant l'intersaison 2006-2007 : le retrait de l'équipe de Monaco, qui souhaite participer au nouveau Championnat monégasque des Clubs, afin de se qualifier régulièrement pour la Coupe d'Europe ; et la fin du mécénat de Nahed Ojjeh, entraînant le départ de toutes les stars du NAO Chess Club, rebaptisé Paris Chess Club.
Trois équipes sont alors citées parmi les favoris :
- Clichy, avec la présence de forts joueurs comme Dmitri Iakovenko, Liviu-Dieter Nisipeanu, Arkadij Naiditsch ou Laurent Fressinet, Pavel Tregoubov, Yannick Pelletier, Manuel Apicella, Romain Édouard, Sophie Milliet, Alberto David, Almira Skripchenko ;
- Cannes, qui souhaite se racheter après avoir fini pour la première fois de son histoire en poule basse la saison précédente
- et le promu Paris Chess 15 qui, grâce à d'importants sponsors, a effectué un recrutement de premiers choix (parmi lesquels de nombreux joueurs de l'ancien NAO) : Shakhriyar Mamedyarov, Michael Adams, Étienne Bacrot, Joël Lautier, Sergei Tiviakov et Christian Bauer.

Durant les 9 premières rondes, c'est Cannes qui est en tête du championnat, à la suite du match nul entre Clichy et le Chess 15 à la 3e ronde. À la 10e et avant-dernière ronde, Clichy bat Cannes, permettant au Chess 15 de prendre la place de leader au point-average devant Clichy : le titre semble ne plus pouvoir échapper aux Parisiens, mais à la dernière ronde, le Chess 15 s'incline lourdement à la surprise générale face à Cannes, permettant à Clichy (vainqueur dans le même temps de Gonfreville) de remporter son 9e titre.
Classement à l'issue du championnat interclubs 2007 : 
1. Clichy Échecs 92 :
2. Cannes
3. Paris Chess 15
4. Gonfreville l'Orcher
5. Antibes
6. Mulhouse Philidor
7. Évry Grand-Roque
8. Bischwiller
9. Montpellier
10. Vandœuvre
11. Metz Fischer
12. CE Strasbourg
13. Paris Chess Club
14. Marseille Échecs
15. Drancy
16. Créteil

En poule basse, le Paris Chess Club connaît le même destin que Lyon-Oyonnax quelques années plus tôt en étant relégué en Nationale 1.

#### Saison 2008: Clichy (dixième titre)
L'intersaison est à nouveau agitée avec l'annonce du retrait de la compétition du Paris Chess 15, pourtant favori, en raison du retrait de son sponsor principal. Cette décision profite au club de Marseille Échecs, qui se voit repêché.
Clichy apparaît comme le grand favori à sa propre succession, avec comme principal rival potentiel Cannes.
Clichy remporte donc logiquement son 10e titre à l'issue de la saison, devant Cannes, et Montpellier qui complète le podium. Dans le bas du classement, le promu Bois-Colombes sauve sa place dans l'élite grâce à la décision du club de Gonfreville d'évoluer en Nationale 1 la saison suivante et à une ultime victoire décisive contre Bischwiller.
1. Clichy Échecs 92
(D. Iakovenko, P. Eljanov, L.-D. Nisipeanu, L. Fressinet, P. Tregoubov, A. Naiditsch, Y. Pelletier, M. Apicella, R. Édouard, A. Skripchenko)
2. Cannes
(E. Inarkiev, K. Sasikiran, V. Tkachiev, M. Kajgaleïev, R. Fontaine, M. Palac, I.-A. Nataf, M. Godena, M. Cornette, L. Guidarelli, P. Govciyan, M. Leconte, C. Wolfangel)
3. Montpellier
(L. van Wely, D. Stellwagen, C. Bauer, H. Hamdouchi, S. Mazé, S. Conquest, É. Prié, G. Flear, F. Libiszewski, S. Milliet)
4. Évry Grand Roque
(M. Vachier-Lagrave, A. Youssoupov, V. Chouchelov, S. Feller, A. Hauchard, E. Relange, J.-L. Chabanon, P. Brochet, L. Bergez, R. Pile, M. Roumegous)
5. Gonfreville
(V. Bologan, M. Gourevitch, J.-M. Degraeve, I. Rausis, N. Eliet, D. Collas, G. Vallin, S. Collas, A. Payen)
6. Mulhouse Philidor
(V. Gashimov, K. Georgiev, A. Dreïev, R. Wojtaszek, A. Sokolov, V. Georgiev, J.-N. Riff, E. Bricard, A. Wirig, P. Genov, M. Fischer, A. Muller, F. Schmitt, E. Nass, N. Guth)
7. Vandœuvre
(S. Movsesian, R. Kasimdzhanov, K. Landa, Z. Hracek, G. Meier, F. Nijboer, I. Glek, C. Philippe, N. Brunner, M. Nezar, C. Paci, M. Congiu, F. Steil-Antoni, R. Klipper)
8. Metz Fischer
(E. Postny, A. Riazantsev, N. Mamedov, D. Svetușchin, J.-R. Koch, E. Neiman, O. Pucher, B. Taddei, S. Pucher, T. Hisler, M. Leclair)
9. Marseille Échecs
(É. Bacrot, A. Delchev, K. Mitón, M. Bartel, R. Jedynak, Y. Gozzoli, C. Marzolo, D. Garrido, D. Guadalpi, E. Amigues, G. Goldsztejn, L. Delorme)
10. Noyon
(J. Rowson, L. Gofshtein, C. Marcelin, D. Adla, J. Magem Badals, M. Aguettaz, C.-M. Nguyen, T. Hommeles, D. Housieaux, N. Clery, D. Vanheirzeele, K. Assad)
11. CE Strasbourg
(E. Rozentalis, F. Döttling, A. Vaïsser, G. Kallai, B. Kouatly, D. Roos, L. Roos, J.-L. Roos, E. Reinhart, D. Gras)
12. Antibes
(H. Nakamura, I. Khenkin, M. Mchedlichvili, B. Damljanović, J. Timman, G. Miralles, M. Santo-Roman, M. Bijaoui, M. Acher, F. Perez, C. Cochet)
13. Bois-Colombes
(M. Kozakov, C. Landenbergue, S. Shoker, P. Chomet, B. Le Roy, J. Pietrasanta, A. Vuilleumier, P. Guichard, C. Metzger, S. Aflalo)
14. Bischwiller
(G. Sargissian, K. Asrian, R. Buhmann, P. Schlosser, R. Strohhaeker, J. Netzer, C. Wagner, E. Mensch, T. Saatdjian, T. Heinz, A. Schmitt, R. Lallemand, Q. Didier)
15. Hyères
(M. Drasko, N. Ninov, N. Sulava, S. Vincent, F. Comte, P. Garro, P. Langevin, S. Giua, C. Baudson, G. Martinovic)
16. Marseille Duchamps
(V. Baklan, L. Kritz, Z. Gyimesi, R. Kempinski, T. Abergel, A. Kosten, J.-P. Boudre, O. Poisson, V. Ovsienko, O. Milandre, L. Fernandez, J. Mohamad, T. Friburger, Q. Friburger, S. Bismuth)

### Saison 2009: Évry
Clichy doit compter cette saison, dans la lutte pour conserver son titre, sur la concurrence de Cannes, Évry et Montpellier. Lors de la 1re phase, c'est Évry qui réalise la meilleure opération en battant justement Clichy sur le large score de 5 à 1, à la sixième ronde. Évry est la seule équipe à avoir remporté tous ses matchs avant que ne débute la dernière phase et est donc alors seul en tête, puisque Montpellier a dû concéder le match nul contre Châlons-en-Champagne. Évry conserve ce rythme dans la poule haute : l'équipe francilienne conserve ce rythme lors de la poule haute, ne concédant qu'un nul contre Châlons-en-Champagne, et obtient donc son premier titre de champion de France. En bas de classement, les 4 relégués sont Bois-Colombes, qui a perdu tous ses matchs, le club parisien de Lutèce Échecs, Grasse, et Antibes.
1. Évry Grand Roque (P. Svidler, H. Nakamura, M. Vachier-Lagrave, S. Fedortchouk, V. Chouchelov, A. Youssoupov, S. Feller, A. Hauchard, É. Relange, J.-L. Chabanon, S. Milliet)
2. Clichy Échecs 92 (D. Iakovenko, A. Naiditsch, L. Fressinet, P. Tregubov, R. Édouard, S. Mazé, Y. Pelletier, A. Skripchenko, I. Gaponenko, M. Lagarde, J.-B. Mullon, C. Rabineau)
3. Châlons-en-Champagne (T. Nybäck, I. Smirin, M. Krasenkow, M. Cornette, M. Sebag, M. Apicella, S. Belkhodja, S. Cossin, J. Dourerassou, F. Guilleux)
4. Montpellier Échecs (L. van Wely, D. Stellwagen, H. Hamdouchi, A. Kosten, F. Libiszewski, É. Prié, G. Flear, P. Dussol, N. Benmesbah, D. Gelis, C. Haussernot)
5. Vandœuvre (G. Meier, K. Landa, C. Bauer, F. Nijboer, I. Glek, C. Philippe, N. Brunner, M. Nezar, A. Genzling, C. Paci, J. Iglesias, M. Congiu, F. Steil-Antoni)
6. Cannes (K. Sasikiran, V. Tkachiev, M. Kazhgaleyev, M. Palac, R. Fontaine, S. Siebrecht, P. Govciyan, M. Leconte, D. Levacic, G. Giroyan)
7. Mulhouse Philidor (V. Bologan, A. Dreev, D. Navara, R. Wojtaszek, Y. Vovk, A. Sokolov, S. Bogner, J.-N. Riff, T. Abergel, A. Wirig, F. Fargère, M. Fischer, A. Muller)
8. Noyon (L. Gofshtein, J. Magem Badals, D. Adla, C. Marcelin, C.-M. Nguyen, D. Housieaux, M. Aguettaz, N. Clery, D. van Heirzeele, K. Assad)
9. Marseille Échecs (É. Bacrot, A. Delchev, M. Bartel, K. Miton, J.-M. Degraeve, I.-A. Nataf, Y. Gozzoli, R. Jedynak, C. Marzolo, D. Guadalpi, A. Denoyelle, L. Delorme)
10. Metz Fischer (E. Postny, A. Riazantsev, D. Svetușkin, J.-R. Koch, J. Elbilia, E. Neiman, B. Taddei, O. Pucher, S. Pucher, T. Hisler, M. Leclair)
11. Strasbourg (E. Rozentalis, F. Doettling, A. Vaïsser, G. Kallai, P. Varga, D. Roos, L. Roos, E. Reinhart, J.-L. Roos, M. Nicoara)
12. Drancy (D. Komarov, T. Todorov, V. Lazarev, N. Legky, J.-P. Karr, N. Giffard, Y. Berthelot, M. Lefevre)
13. Antibes (I. Khenkin, V. Kotronias, O. Korneïev, M. Mtchedlichvili, M. Parligras, B. Damljanovic, G. Mirallès, M. Bijaoui, M. Acher, F. Perez, C. Cochet, I. Bokias, S. Albaladejo)
13. Grasse (A. Colovic, N. Eliet, I. Karim, S. Shoker, N. Dobrev, R. Di Paolo, B. Andonov, F. Forestier, F. Buffe, C. Forestier, J. Henneteau)
14. Lutèce Échecs (A. David, K. Shirazi, J. San Emetrio Cabanes, D. Pira, P. Babault, P. Carpentier, X. Wunderman, Y. Lamorelle, N. Maleki, J. Lamorelle, A. Dacalor)
16. Bois-Colombes (M. Kozakov, C. Landenbergue, P. Chomet, A. Vuilleumier, B. Le Roy, P. Guichard, V. Bernard, C. Metzger, B. Plane, C. Derieux, M. Choisy, V. Stenel, A. Frihl, R. Soupizon, J. Konopka)

### Saison 2010: Chalons-en-Champagne
L'équipe de Châlons-en-Champagne était composée de : Loek van Wely, Anish Giri, Romain Édouard, Michał Krasenkow, Marie Sebag, Manuel Apicella, Jonathan Dourerassou, Sébastien Cossin, Alexander Huzman, Matthieu Rigolot, Ilia Smirin, Mario Mancini et Fabien Guilleux.
Classement à l'issue du championnat interclubs 2010 :
1. L'échiquier chalonais
2. Évry Grand Roque
3. Marseille Échecs
4. Metz Fischer
5. Clichy échecs 92
6. Mulhouse Philidor
7. Vandœuvre-échecs
8. AJE Noyon
9. Cannes échecs
10. CE Strasbourg
11. Échiquier guingampais
12. Cavalier bleu Drancy
13. Lyon olympique échecs
14. L'échiquier deauvillais
15. Montpellier échecs
16. Bischwiller

## Top 12 (de 2011 à 2021)
À partir de la saison 2011, douze clubs sont engagés dans la première division du championnat interclubs. Les poules A et B (et haute et basse) sont simplifiées pour devenir une seule poule. La compétition s'appelle le Top 12. Les équipes s'affrontent toujours sur huit échiquiers.

### Saison 2011: Marseille
Clichy remporte toutes ses rencontres sauf à la dernière ronde face à Marseille et c'est ce dernier club qui remporte le championnat.
L'équipe victorieuse était composée de : Étienne Bacrot, Arkadij Naiditsch, Kamil Mitoń, Andrei Istrățescu, Yannick Gozzoli, Didier Collas, Laurie Delorme, Aleksander Delchev, Vincent Chauvet, Romain Lambert.
Classement à l'issue du championnat interclubs 2011 :
1. Marseille Échecs
2. Clichy échecs 92
3. Évry Grand Roque
4. Mulhouse Philidor
5. Metz Fischer
6. L'échiquier chalonais
7. AJE Noyon
8. Vandœuvre-échecs
9. Lutèce échecs
10. Échiquier guingampais
11. CE Strasbourg
12. CE Rueil-Malmaison

Les clubs de Strasbourg, de Rueil-Malmaison et de Guingamp sont rétrogradés en Nationale I. Puisque le club de Noyon a supprimé son équipe, le club de Guingamp a été repêché. Grasse échecs, L'échiquier deauvillais et Bischwiller sont promus de Nationale 1.

### 2012, 2013 et 2014: Clichy
L'équipe de Clichy remporte trois fois le titre. avec dans son effectif :
- en 2012, 2013 et 2014 : M. Vachier-Lagrave, L. Fressinet, L. van Wely, P. Tregoubov, A. Delorme, H. Hamdouchi, A. Skripchenko
- en 2012 et 2013 : Y. Pelletier
- en 2012 : Vassili Ivantchouk et Wesley So
- en 2013 et 2014 : Dmitri Iakovenko
- en 2013 : R. Rapport et Jean-Baptiste Mullon
- en 2014 : Maksim Matlakov et Maxime Lagarde

#### Saison 2012 (onze clubs)
Clichy Échecs remporte de nouveau le championnat de France (son 11e titre). Seuls onze clubs sont alignés lors du championnat. La deuxième place est longtemps indécise entre Chalons-en-Champagne, Marseille échecs, le tenant du titre et Évry Grand Roque mais c'est Chalons-en-Champagne qui termine à cette position.
À l'issue du Top 12, le classement est :
1. Clichy échecs 92
2. Chalons-en-Champagne
3. Évry Grand Roque
4. Marseille échecs
5. Mulhouse Philidor
6. Bischwiller
7. Metz Fischer
8. Vandœuvre
9. Grasse échecs
10. L'échiquier deauvillais
11. Échiquier guingampais

Guingamp et Deauville sont retrogradés en Nationale I. Strasbourg et Migné sont promus de Nationale I.

#### Saison 2013
Clichy Échecs remporte de nouveau le championnat de France. Le club remporte ses onze rondes, en particulier la cinquième (4-3) contre son dauphin, Chalons-en-Champagne. C'est le 12e titre de champion de France remporté par Clichy qui alignait, entre autres, sur ses échiquiers Richárd Rapport, Dmitri Iakovenko, Maxime Vachier-Lagrave, Laurent Fressinet et Almira Skripchenko.
À l'issue du Top 12, le classement est :
1. Clichy
2. L'Échiquier châlonnais (Châlons-en-Champagne)
3. Bischwiller
4. Évry Grand Roque
5. Mulhouse Philidor
6. Metz Fischer
7. Marseille Échecs
8. CE Rueil-Malmaison
9. CE Strasbourg
10. Vandœuvre échecs
11. Grasse échecs
12. Migné échecs

#### Saison 2014
1. Clichy
2. Bischwiller
3. Mulhouse Philidor

### Saison 2015: Bischwiller
Bischwiller remporte le championnat de France grâce à sa victoire sur Clichy lors de la sixième ronde (2 parties à 1 et cinq parties nulles).
1. Bischwiller : Anish Giri, Arkadij Naiditsch, Étienne Bacrot, Markus Ragger, Romain Édouard, Philipp Schlosser, Jean-Pierre Le Roux, Cyril Marcelin, Jean Netzer, Nino Maisuradze.
2. Clichy
3. Bois-Colomnbes

### 2016 et 2017: Clichy
Clichy remporte deux fois le titre devant Bischwiller. avec dans son équipe :
- en 2016 et 2017 : Maxime Vachier-Lagrave, Laurent Fressinet, Loek van Wely, Axel Delorme, Pierre Barbot, Anaëlle Afroui
- en 2016 : Jon Ludvig Hammer, Vladislav Tkachiev, Pavel Tregoubov, Hicham Hamdouchi, Almira Skripchenko, etc.
- en 2017 : R. Wojtaszek, D. Iakovenko, J. van Foreest, F. Monteliu Cervero, P. Guichard, I. Malassagne, Melena Milroy

### 2018, 2019 et 2021: Bischwiller
À Brest, en juin 2018, le titre est remporté, deux rondes avant la fin, par Bischwiller devant Clichy. L'équipe de Bischwiller est composée de neuf joueurs : Maxim Rodshtein, Étienne Bacrot, Markus Ragger, Arkadij Naiditsch, Romain Édouard, Sébastien Mazé, Jean-Pierre Le Roux, Yannick Pelletier et la joueuse Nino Maisuradze.
À Brest, en mai 2019, le titre est remporté, une ronde avant la fin, par Bischwiller.
En juin-juillet 2021, à Châlons-en-Champagne, Bischwiller remporte le titre, une ronde avant la fin.

## Top 16 depuis 2022

### 2022: Bischwiller
Le championnat de France des clubs 2022, disputé à Chartres, accueille 16 équipes du 9 au 19 juin.
En juin 2022, à Chartres, Bischwiller remporte un cinquième titre devant Asnières et Clichy.

### 2023: Asnières
Le championnat de France des clubs 2023, disputé à Chartres, accueille 16 équipes du 1er au 12 juin.
En juin 2023, à Chartres, l'équipe d'Asnières, composée de  Maxime Vachier-Lagrave, Jules Moussard, Pauline Guichard, Matthieu Cornette, Andreï Essipenko, Grigori Oparine, Yosha Iglesias, Pentala Harikrishna, Yannick Pelletier, Kirill Alekseïenko, Jean-Marc Degraeve et Sergei Movsessian, remporte un premier titre devant Bischwiller et Chartres.

### 2024: Chartres
En 2024, à Chartres, l'équipe de Chartres composée de Vassili Ivantchouk, Kirill Chevtchenko, Rauf Mamedov, Gata Kamsky, Daniel Dardha, Marc'Andria Maurizzi, Maxime Lagarde, Christian Bauer, Augustin Droin, Namig Guliyev, Deimante Daulyte-Cornette, Timothé Razafindratsima et Manon Schippké, remporte un premier titre devant les deux derniers vainqueurs Bischwiller et Asnières.

## Nationale 1 (anciennement Nationale 2)

### Règlement de la Nationale 1
La Nationale 1 est la deuxième division du championnat. Celle-ci fut dénommée Nationale 2 jusqu'en 2004, elle était alors constituée de 4 poules de 12 équipes comme l'actuelle Nationale 2. Puis, de 2005 à 2006, elle se déroula selon le même format que le Top 16. De la saison 2006-2007 à la saison 2010-2011, elle est constituée de 2 poules de 12 équipes qui disputent un tournoi toutes rondes. Les 2 premiers de chaque poule accèdent au Top 16, tandis que les 4 derniers de chaque poule sont relégués en Nationale 2. À partir de 2011, la Nationale I est composée 3 poules de 12 équipes. Les 3 premiers de chaque poule montent au Top 12.

### Palmarès depuis 2001
(Nationale 2 jusqu'en 2004)
- 2002 : Groupe Nord : Noyon 2 Groupe Sud : Grenoble Groupe Ouest : Bordeaux-Échecs Groupe Est : Bischwiller
- 2003 : Groupe Nord : Lille Groupe Sud : Cannes 2 Groupe Ouest : Évry Grand-Roque Groupe Est : CE Strasbourg
- 2004 : Groupe Nord : Noyon Groupe Sud : Avignon Groupe Ouest : Sautron Groupe Est : Reims Échec et Mat
- 2005 : 1. Drancy 2. CE Strasbourg 3. Antibes 4. Créteil
- 2006 : 1. Vandœuvre 2. Paris Chess 15 3. Metz Fischer 4. Marseille Échecs
- 2007 : Groupe A : 1. Noyon 2. Bois-Colombes Groupe B : 1. Marseille Duchamps 2. Hyères
- 2008 : Groupe A : 1. Châlons-en-Champagne 2. Drancy Groupe B : 1. Grasse 2. Cannes 2 3. Lutèce Échecs
- 2009 : Groupe A : 1. Bischwiller 2. Hyères Groupe B : 1. Guingamp 2. Deauville

## Nationale 2 (depuis 2005)
La Nationale 2 correspondait autrefois à la deuxième division (voir plus haut, dans Nationale 1). À la suite de la réforme du championnat de France, elle correspond depuis 2005 à la troisième division.

### Règlement de la Nationale 2
La Nationale 2 est constituée de 4 groupes géographiques de 12 équipes qui disputent un tournoi toutes rondes. Le vainqueur de chaque groupe est promu en Nationale 1 tandis que les 4 derniers de chaque groupe sont relégués en Nationale 3.

### Palmarès depuis 2005
- 2005 : Groupe Nord : Clichy 2 Groupe Sud : Marseille EFE Groupe Ouest : Paris Chess 15 Groupe Est : Épinal
- 2006 : Groupe Nord : Clichy 2 Groupe Sud : Cannes 2 Groupe Ouest : Issy les Moulineaux Groupe Est : Lille
- 2007 : Groupe Nord : Châlons-en-Champagne Groupe Sud : CEI Toulouse Groupe Ouest : Paris Chess 15 2 Groupe Est : Belfort
- 2008 : Groupe Nord : Rueil Malmaison Groupe Sud : Montpellier 2 Groupe Ouest : Echiquier Berry Sologne Gien Groupe Est : Épinal
- 2009 : Groupe Nord : Noyon 2 Groupe Sud : La Diagonale du Sud Montpellier Groupe Ouest : Issy les Moulineaux Groupe Est : Montrevel en Bresse

## Championnat féminin par équipes
Depuis la saison 2002/03, le championnat de France féminin par équipes (Interclubs Féminins) se joue également par équipes de quatre. Alors que les deux premiers matchs se sont joués dans un système à élimination directe, un système de ligue avec promotion et relégation existe depuis la saison 2004/05. Jusqu'en 2006, la première division s'appelait Nationale 1, depuis elle s'appelle Top 12.

### Palmarès du championnat féminin
| Année | Premier           | Deuxième                      | Troisième                     | Quatrième                   | Cinquième          |
| ----- | ----------------- | ----------------------------- | ----------------------------- | --------------------------- | ------------------ |
| 2003  | Clichy Echecs     | Cannes Échecs                 | Évry Grand Roque              | Créteil                     | Mulhouse Philidor  |
| 2004  | Cannes Echecs     | Clichy Echecs                 | Évry Grand Roque              | Mulhouse Philidor           | Marseille Duchamps |
| 2005  | Clichy Echecs     | Vandœuvre-Echecs              | Évry Grand Roque              | Bischwiller                 | Mulhouse Philidor  |
| 2006  | Évry Grand Roque  | Vandœuvre-Echecs              | JEEN Paris et Clichy Echecs   | JEEN Paris et Clichy Echecs |                    |
| 2007  | Clichy Echecs     | Vandœuvre-Echecs              | Mulhouse Philidor             | Rennes Paul Bert            |                    |
| 2008  | Bischwiller       | Vandœuvre-Echecs              | Clichy Echecs                 | C.E. de Bois-Colombes       |                    |
| 2009  | Clichy Echecs     | C.E. de Bois-Colombes         | Vandœuvre-Echecs              | Montpellier Echecs          |                    |
| 2010  | Évry Grand Roque  | Echiquier Naujacais           | Mulhouse Philidor             | Clichy-Echecs-92            |                    |
| 2011  | Évry Grand Roque  | Cannes Echecs                 | Echecs Club Montpellier       | Bischwiller                 |                    |
| 2012  | Vandœuvre-Echecs  | Annemasse                     | Évry Grand Roque              | Echiquier Naujacais         |                    |
| 2013  | Évry Grand Roque  | Vandœuvre-Echecs              | La tour de Juvisy             | Montpellier Echecs          |                    |
| 2014  | Annemasse         | Mulhouse Philidor             | Echecs Club Montpellier       | Évry Grand Roque            |                    |
| 2015  | Bischwiller       | Mulhouse Philidor             | Clichy Echecs                 | Évry Grand Roque            |                    |
| 2016  | Évry Grand Roque  | Mulhouse Philidor             | Echecs Club Montpellier       | Bischwiller                 |                    |
| 2017  | Mulhouse Philidor | Évry Grand Roque              | C.E.M.C. Monaco               | Bischwiller                 |                    |
| 2018  | Clichy Echecs     | Mulhouse Philidor             | C.E.M.C. Monaco               | Vandœuvre-Echecs            |                    |
| 2019  | C.E.M.C. Monaco   | Club de Bischwiller           | Asnières - Le Grand Echiquier | Clichy-Echecs-92            |                    |
| 2020  | non disputé       | non disputé                   | non disputé                   | non disputé                 | non disputé        |
| 2021  | Bischwiller       | Asnières - Le Grand Echiquier | Mulhouse Philidor             |                             |                    |
| 2022  | Clichy Echecs     | Mulhouse Philidor             | Bischwiller                   |                             |                    |